# 艾瑪·奧斯特韋赫爾

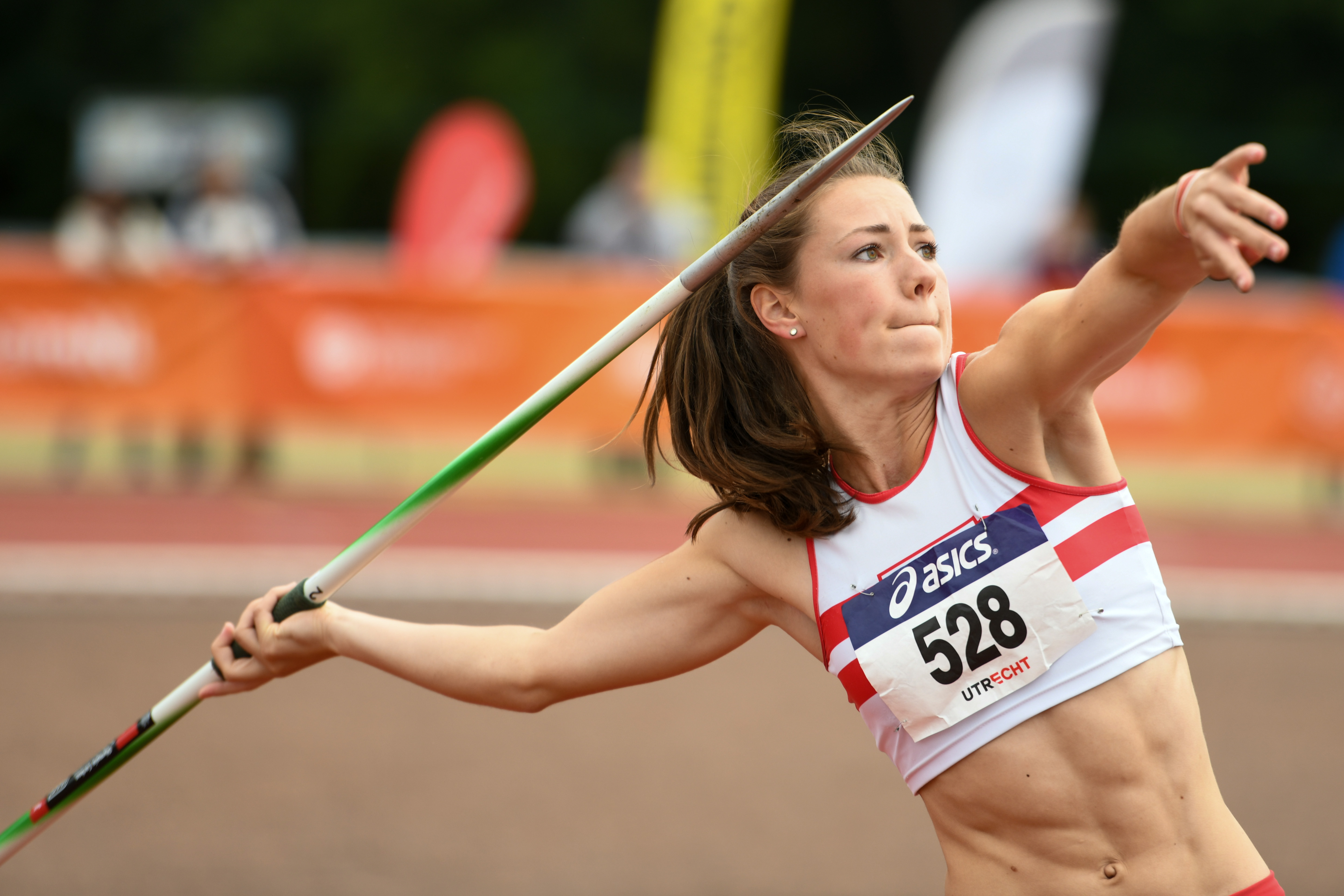
艾瑪·奧斯特韋赫爾

艾瑪·奧斯特韋赫爾（荷蘭語：Emma Oosterwegel，1998年6月29日—），荷蘭田徑運動員，她代表荷蘭隊參加了日本舉行的2020年夏季奧林匹克運動會，並且在女子七項全能比賽上獲得銅牌。